# 万部华严经塔
40°50′13″N 111°52′48″E / 40.837035°N 111.879924°E
万部华严经塔，位于中华人民共和国内蒙古自治区呼和浩特市赛罕区，因塔身曾通体被刷为白色而俗称为“白塔”。该塔为八角形塔，塔身共有7层，第七层有通道通至塔顶。该塔始建于辽代，但具体时间不详。该塔曾为丰州古城当中的重要建筑物，元代末年，丰州古城毁于战火，该塔也受到严重损坏，塔刹和塔顶完全损毁。1978年时，该塔得以修复，并基本恢复原貌。1982年，万部华严经塔被列为全国重点文物保护单位。

## 历史
万部华严经塔位于辽代丰州古城内，因其外表曾被整体漆为白色，故得俗名为白塔。而“万部华严经塔”一名的来源，有说法称其中确实曾藏有上万卷的《华严经》，但后来这些经书全部不知所踪:146。关于该塔的建造年代，有说法称其建于辽圣宗在位时期（983-1031年），但并无其他资料佐证。也有说法认为该塔建于辽道宗在位时期（1055-1100年），因为在该时期，辽代全国范围内大建佛寺和佛塔，并且辽道宗曾于咸雍四年（1068年）亲自制定了“大方广佛华严经随品赞”:146。万部华严经塔在初建成时，其外表涂有一层白垩土，使塔的外观整体呈白色并有闪烁的光芒，故被誉为“白塔耸光”，并入列为“旧呼和浩特八景”之一。金大定二年（1162年）时，该塔曾经得到修葺。元代时，该塔所在佛寺被称为宣教寺。元代末年时，古丰州城毁于战火，万部华严经塔也遭受到了严重的损毁，塔顶以及塔刹已经彻底毁坏。

## 结构

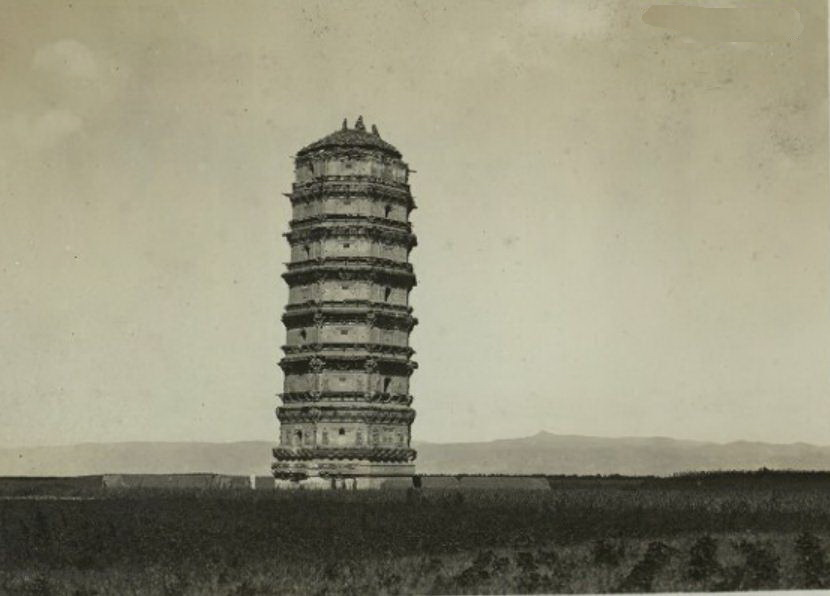
1942年的万部华严经塔

万部华严经塔的主要建筑结构均为砖砌，墙体内加筑了大量的木枋结构。木枋结构所采用的木材大多为阴山山脉当中的松木，因木质坚实紧密，同时在不同的位置根据所需要的承载量而选取的木材粗细以及结构不同。加之在塔内作为塔砖粘合材料的白灰膏可在压力下提供维持塔身不过度变形的弹力，塔的抗地震和防崩塌能力也因而得到了加强。万部华严经塔为单槽塔，直径17.2米，其中塔壁厚约2.5米，中心有厚达10米的实心砖砌体，在砖砌体和塔壁之间留有1米宽的塔槽。塔内建有可以登上7层的楼梯。整体形制为八角形，塔高7层，共计56米，每2层塔室之间建有平座层，平座层外部建有塔檐，每层塔檐的形制均略有不同，而塔的整体则以2.3%的比例向上收分。第七层为穹庐顶的顶室，层顶有一处八角孔洞，可通过该洞到达塔顶。塔顶建有塔刹，该塔刹为1978年开始的修复当中根据辽代塔的常见式样加建而成，刹座、仰莲、覆体、相轮、宝珠、华盖、宝瓶等构成，但无法确定是否与原塔的塔刹相同。塔身矗立与厚达4米的夯土层之上，在塔的下部有一个周长约为56米的基座，基座上雕刻有花纹图案，承托塔身的部分为雕有三层莲瓣图案。塔的底层南门门额上刻有“万部华严经塔”的六字匾额。第一层、第二层的各面均雕刻有菩萨、天王、力士的造像。第三层以上均素面。塔门在塔体四正面的当心间设置，第一、三、五、七层南北为真门、东西为雕砌假门，第二、四、六层改为东西为真门，南北为假门。假门除了第一层为权花隔扇门式外，其余皆为刻饰门钉、铺首的版门形制。真门均为券门形制，门外券媚雕以二龙戏珠、缠枝花饰等雕饰。塔内有自金朝大定十二年（1172年）以来各个时期的游人撰写的游记，文字有汉文、蒙文、契丹文、西夏文、女真文、八思巴文等，其中可以确定为明代的题记共有14条。第一层塔的内壁原镶嵌有9块石碑，现仅存6块，其上记载了大量关于丰州城的街道和村落等信息。其余3块在1949年之前就已经不知所踪:146-147。

## 保护
中华人民共和国成立前，该塔沉降严重。自地面至残顶高度仅为42米，基座的下半部有1.35米为淤土所湮埋。1964年，万部华严经塔被公布为内蒙古自治区级第一批重点文物保护单位。1978年，中华人民共和国国家文物局拨款对塔进行了修缮，1987年该修复工程正式完成，塔也基本恢复了初建时的原貌，原毁坏的塔刹已经得到修复，塔身的高度恢复至56米。1982年，中华人民共和国国务院将万部华严经塔公布为第二批全国重点文物保护单位。2014年10月30日，有记者发现在万部华严经塔的塔身多处被人刻划“到此一游”等字样。